# Ајла Виста (Калифорнија)
Ајла Виста (Калифорнија) (енгл. Isla Vista) насељено је место без административног статуса у америчкој савезној држави Калифорнија.

## Демографија
По попису из 2010. године број становника је 23.096, што је 4.752 (25,9%) становника више него 2000. године.
| Група             | 2000.          | 2010.          |
| Белци             | 11.326 (61,7%) | 12.854 (55,7%) |
| Афроамериканци    | 385 (2,1%)     | 594 (2,6%)     |
| Азијати           | 2.121 (11,6%)  | 3.387 (14,7%)  |
| Хиспаноамериканци | 3.671 (20,0%)  | 5.265 (22,8%)  |
| Укупно            | 18.344         | 23.096         |